# Jeffrey Hoogland
Jeffrey Hoogland, född 16 mars 1993, är en nederländsk tävlingscyklist som tävlar i bancykling. 

## Karriär
Vid olympiska sommarspelen 2020 i Tokyo tog Hoogland silver i sprint samt var en del av Nederländernas lag tillsammans med Harrie Lavreysen och Roy van den Berg som tog guld och noterade ett nytt olympiskt rekord i lagsprint.
Den 31 oktober 2023 slog Hoogland det 10 år gamla världsrekordet på 1 km tempolopp med en tid på 55,433 sekunder. I januari 2024 vid EM i Apeldoorn var han en del av Nederländernas lag tillsammans med Harrie Lavreysen, Roy van den Berg och Tijmen van Loon som tog guld i lagsprint. Vid OS 2024 ingick han i det nederländska laget som tog guld i lagsprinten.